# Brekkeåsen
Brekkeåsen är en ort i Tønsbergs kommun i Vestfold fylke i sydöstra Norge. Orten, som utgör en del av den sammanväxta tätorten Kirkevoll/Brekkeåsen, ligger vid sidan av fylkesväg 3186, väster om Europaväg 18, nordväst om staden Tønsberg.